# 시암의 방법

맨 윗 줄 가운데 칸에 1을 쓰고, 대각선 위 오른쪽(↗)으로 1을 더해 가며 다음 자연수를 쓴다. 마방진 밖으로 가면, 그 줄의 반대편으로 가서 계속한다. 채울 곳이 이미 채워져 있다면 한 칸 아래로(↓) 가서 수를 쓴다.

시암의 방법(영어: Siamese method) 또는 드 라 루베르의 방법(영어: De la Loubère method)은 홀수 차수의 마방진을 만드는 쉬운 방법이다. 이 방법은 1688년에 프랑스인 수학자이자 외교관인 시몬 드 라 루베르(영어판)가 시암 왕국의 대사관에서 1687년에 돌아올 때 프랑스에 소개되었다.

## 같이 보기
- 마방진#마방진 만들기
- 시암